# Grüne Mauer (Lied)
Grüne Mauer ist der Name eines deutschsprachigen Liedes von Udo Lindenberg und Horst Königstein und einer damit verbundenen Benefiz-Aktion. 
Die Vinyl-Single  wurde im Jahr 1985 veröffentlicht. An der Liveaufnahme, die am 25. Januar 1985 anlässlich des „Tages für Afrika“ auf dem Rathausmarkt in Hamburg entstand und von NDR 2 aufgezeichnet wurde, waren Hans Hartz, Heinz Rudolf Kunze, Udo Lindenberg, Hendrik Schaper und Rolf Zuckowski beteiligt. Die Mitwirkenden verzichteten auf ihre Umsatzbeteiligung zugunsten der „Gemeinschaftsaktion Afrika“, vom Verkaufserlös jeder Single wurden laut Single-Cover 2 Deutsche Mark gespendet. Auf der Rückseite ist ein Interview von Udo Lindenberg mit Willy Brandt verewigt. 
Die Single erschien bei Polydor mit der Nummer 881 895-7. Von ihr wurden 15.000 Exemplare verkauft – es wurde also ein Spendenerlös von 30.000 DM erreicht. Das Projekt war für Lindenberg, Kunze und Hartz eine mittelbare Begleit-Aktion zum Benefiz-Lied Nackt im Wind der Band für Afrika, das wenige Tage zuvor erschien.